# Nevil Macready
Sir Cecil Frederick Nevil Macready (Cheltenham, 7 maggio 1862 – Knightsbridge, 9 gennaio 1946) è stato un militare e politico britannico.

## Biografia

### I primi anni
Macready era figlio dell'attore William Charles Macready. Egli nacque a Cheltenham e venne cresciuto nei circoli bohemien frequentati dai suoi genitori (sua madre, Cecilie, era nipote del pittore Sir William Beechey), e venne educato al Marlborough College (per due anni prima di ammalarsi) e poi al Cheltenham College. Successivamente disse di sé che in questo periodo era troppo pigro per dedicarsi alla carriera artistica, anche se era attratto dal palcoscenico come suo padre e sebbene la sua futura professione glielo proibirà espressamente, egli rimarrà un ottimo attore drammatico ed un cantante talentuoso. Egli decise dunque di aderire all'esercito inglese, diplomandosi prima alla Royal Military Academy di Sandhurst ed entrando a far parte dei Gordon Highlanders nell'ottobre del 1881.

### L'inizio della carriera
Egli aderì al 1º battaglione di stanza a Malta, e nel 1882 si recò con esso in Egitto, combattendo nella Battaglia di Tel el-Kebir. Egli rimase quindi in Egitto e nel 1884 venne nominato aiutante e luogotenente dello staff della polizia militare di Alessandria d'Egitto. Nel 1886 sposò Sophia Geraldine Atkin (m. 1931), una donna irlandese; la coppia ebbe due figlie ed un figlio. Macready rimase ad Alessandria sino all'inizio del 1889, per poi fare ritorno in Inghilterra ove riaderì al suo reggimento col quale prestò poi servizio a Ceylon ed in India. Venne promosso capitano nel 1891. Venne trasferito a Dublino nel 1892 e nel 1894 divenne aiutante del 2nd Volunteer Battalion nell'Aberdeenshire. Nel 1899 venne promosso maggiore e tornò in India per riunirsi col 2nd Battalion, col quale venne poi inviato in Sudafrica nel settembre di quello stesso anno.

### La guerra boera ed il Sudafrica
Macready prestò servizio attivo nella Seconda guerra boera, operando nella guarnigione di Ladysmith dall'ottobre del 1899 al febbraio del 1900. Egli venne menzionato nei dispacci due volte e venne promosso tenente colonnello nel 1900; nel giugno del 1901 venne posto a capo di una commissione incaricata di investigare circa dei furti di bestiame nello Zululand. Rimase in Sudafrica impiegato in una serie di incarichi di staff, tra cui quello di assistente Provost Marshal a Port Elizabeth (1901), deputato assistente aiutante generale del distretto occidentale di Johannesburg (dicembre 1901–1902), assistente aiutante generale e capo dello staff ufficiali della Colonia del Capo (1902–1905), nonché assistente quartiermastro generale della Colonia del Capo (1905–1906). Venne promosso colonnello nel novembre de 1903. Nominato Compagno dell'Ordine del Bagno nel 1906, tornò in Inghilterra nell'ottobre di quell'anno.

### Incarichi militari prima della Grande Guerra
Nel 1907, Macready venne nominato assistente aiutante generale del Direttorato del Personale di Servizio del War Office di Londra ed aiutò l'organizzazione della Territorial Force. Egli comandò la 2nd Infantry Brigade ad Aldershot dal maggio del 1909 venendo promosso generale di brigata e facendo ritorno dal giugno del 1910 al War Office come Direttore del Personale di Servizio, responsabile di molti delicati compiti come quello del rapporto tra aiuto militare e potere civile, giocando un grande ruolo nell'impiego di truppe in Irlanda prima dello scoppio della rivoluzione del 1916. Stranamente per un ufficiale d'esercito della sua epoca, Macready aveva tendenze liberali, era contrario alle punizioni corporali e sosteneva le azioni liberali del governo irlandese. Venne promosso maggior generale nell'ottobre del 1910 e nel novembre di quello stesso anno ottenne il comando diretto delle truppe impiegate per evitare l'esplosione di una rivolta di minatori nella Valle di Rhondda nel Galles meridionale, insistendo sul fatto che le sue truppe dovessero rimanere subordinate alla polizia ed all'Home Office piuttosto che alla magistratura locale. Nel 1912 ottenne il rango di Cavaliere Commendatore dell'Ordine del Bagno. Dopo l'Incidente di Curragh in Irlanda nel marzo del 1914, Macready venne nominato General Officer Commanding per il distretto di Belfast e venne nominato anche governatore designato della città nel caso di scoppio di una guerra civile, cosa che già si avvertiva dallo scoppio della prima guerra mondiale nell'agosto del 1914.

### La prima guerra mondiale
Macready venne immediatamente inviato in Francia come aiutante generale della British Expeditionary Force (BEF). Nel 1915 venne nominato Cavaliere Commendatore dell'Ordine di San Michele e San Giorgio. Nel febbraio del 1916, avendo efficientemente portato a termine il suo lavoro, venne richiamato a Londra col compito di Adjutant-General to the Forces, uno degli incarichi di maggior rilievo nello staff del British Army. Promosso tenente generale nel giugno del 1916 (anche se solo temporaneamente), fu in questo periodo uno strenuo sostenitore dell'impiego del lavoro femminile per liberare gli uomini dagli obblighi lavorativi e consentire loro di andare al fronte. Egli fu anche colui che abolì l'obbligo per i soldati inglesi di portare i baffi, un retaggio proveniente dall'Ottocento che egli reputava ormai sorpassato e fu il primo a rasarseli in segno di rottura con le tradizioni del passato (era risaputo che Macready odiasse particolarmente i suoi baffi). Nel 1918 venne promosso generale e ricevette la Gran Croce dell'Ordine dei Santi Michele e Giorgio. Durante la guerra venne menzionato nei dispacci quattro volte e venne nominato Grand'Ufficiale della Legion d'onore francese nonché membro dell'Ordine della Corona del Belgio, dell'Ordine della Corona d'Italia e del Sacro Tesoro del Giappone.

### Commissario di polizia
Nell'agosto del 1918, un riluttante Macready accettò l'incarico di Commissario della Polizia della Metropoli di Londra, venendo posto a capo del Metropolitan Police Service, incarico al quale il primo ministro Asquith intendeva nominarlo già prima dello scoppio della guerra nel 1914. Il morale degli uomini era basso, molti erano a mezza paga o erano finanziati dalle trade union. Macready riportò subito l'ordine garantendo una paga fissa e promettendo l'introduzione di adeguati mezzi lavorativi per tutti. Egli divenne presto molto popolare, abolendo anche il sistema di punizione che prevedeva di dimezzare la paga degli indisciplinati per mesi o addirittura anni.

### In Irlanda
Nell'aprile del 1920, Macready venne inviato al comando delle truppe in Irlanda come General Officer Commanding-in-Chief (GOC-in-C) delle forze inglesi che operavano contro gli insorgenti dell'esercito repubblicano irlandese nell'ambito della Guerra d'indipendenza irlandese. Ad ogni modo egli aveva sviluppato un profondo odio nei confronti dell'Irlanda e del suo popolo e, come ricorderà poi nelle sue memorie, solo la lealtà nei confronti del suo "vecchio capo" John French gli fece accettare l'incarico (egli richiese anche uno stipendio più alto rispetto al suo predecessore, con una cifra di 5.000 sterline per il "disturbo" arrecatogli da questo incarico). Ad ogni modo fu un comandante valente e dinamico, aumentando il morale della truppa, migliorando la polizia ed assicurandosi personalmente l'equipaggiamento delle truppe. Egli si rifiutò di ricoprire ad ogni modo il comando del Royal Irish Constabulary, il che ridusse la coordinazione tra polizia ed esercito. Il maggiore generale Hugh Tudor, noto artigliere, venne nominato consigliere per la polizia nel maggio del 1920 e quindi capo della polizia nel novembre di quell'anno.
Una commissione militare venne incaricata di rinominare il gabinetto di governo che egli presiedette e che si oppose al reclutamento dei Black and Tans e dell'Auxiliary Division, e continuò ad essere particolarmente critico nei confronti di questi corpi. Egli fu personaggio chiave per la firma del Trattato anglo-irlandese e per la creazione del Libero Stato d'Irlanda nel 1922, oltre che nel ritiro delle truppe dall'isola. Egli stesso si ritirò dal servizio attivo nel 1923 e venne creato baronetto. Nel 1920 era divenuto anche membro del Privy Council of Ireland.

### Gli ultimi anni
Nel 1924 egli pubblicò le sue memorie in due volumi dal titolo Annals of an Active Life. Egli tornò brevemente in servizio nella polizia nel 1926 quando fu capo comandante del Metropolitan Special Constabulary.
Morì nella sua abitazione di Knightsbridge nel 1946 all'età di 83 anni. Suo figlio, il Tenente Generale Sir Gordon Macready (1891–1956), si distinse anch'egli come valente soldato ed alla morte del genitore ne ereditò il titolo di baronetto.